# Ambilight
 Ambilight  (сокращение от англ. Ambient Lighting Technology — рус. «Технология Окружающего Освещения») — технология фоновой подсветки для телевизоров, которая была изобретена и запатентована компанией Philips Electronics.
Представляет собой встроенную в жидкокристаллические телевизоры фоновую подсветку, которая, анализируя цветовую картинку кадра на экране телевизора, воспроизводит рассеянный свет по периметру телевизора. Благодаря этому поверхность стены за корпусом телевизора динамически освещается, тем самым дополняя ореолом интенсивность изображения на самом экране и визуально как бы увеличивая размер изображения.

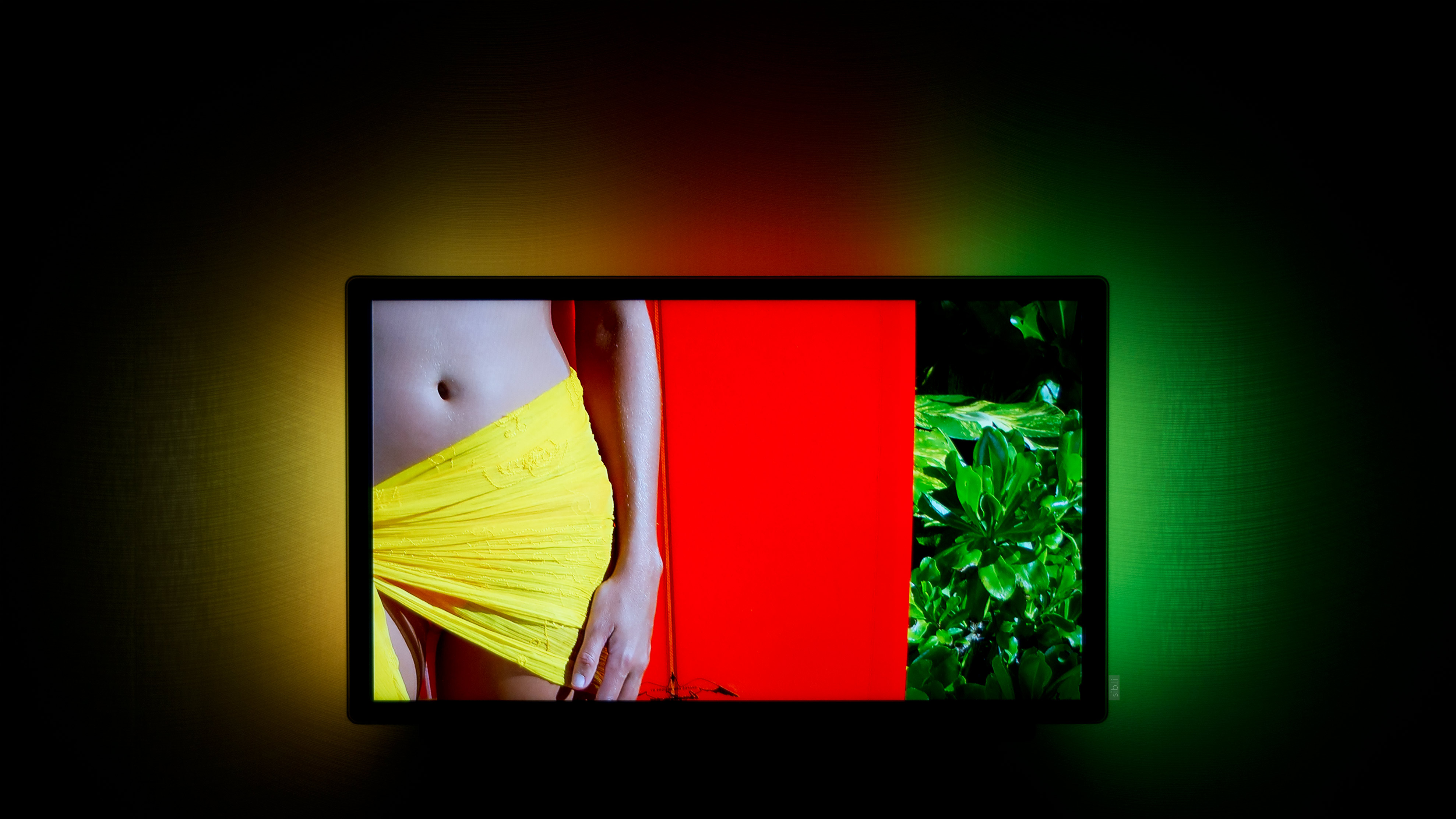
Пример использования функции 3-сторонней фоновой подстветки «Philips Ambilight»: проекция подсветки на стену за телевизором расширяет границы экрана, при этом её цвет автоматический меняется в зависимости от цветовой картинки экрана

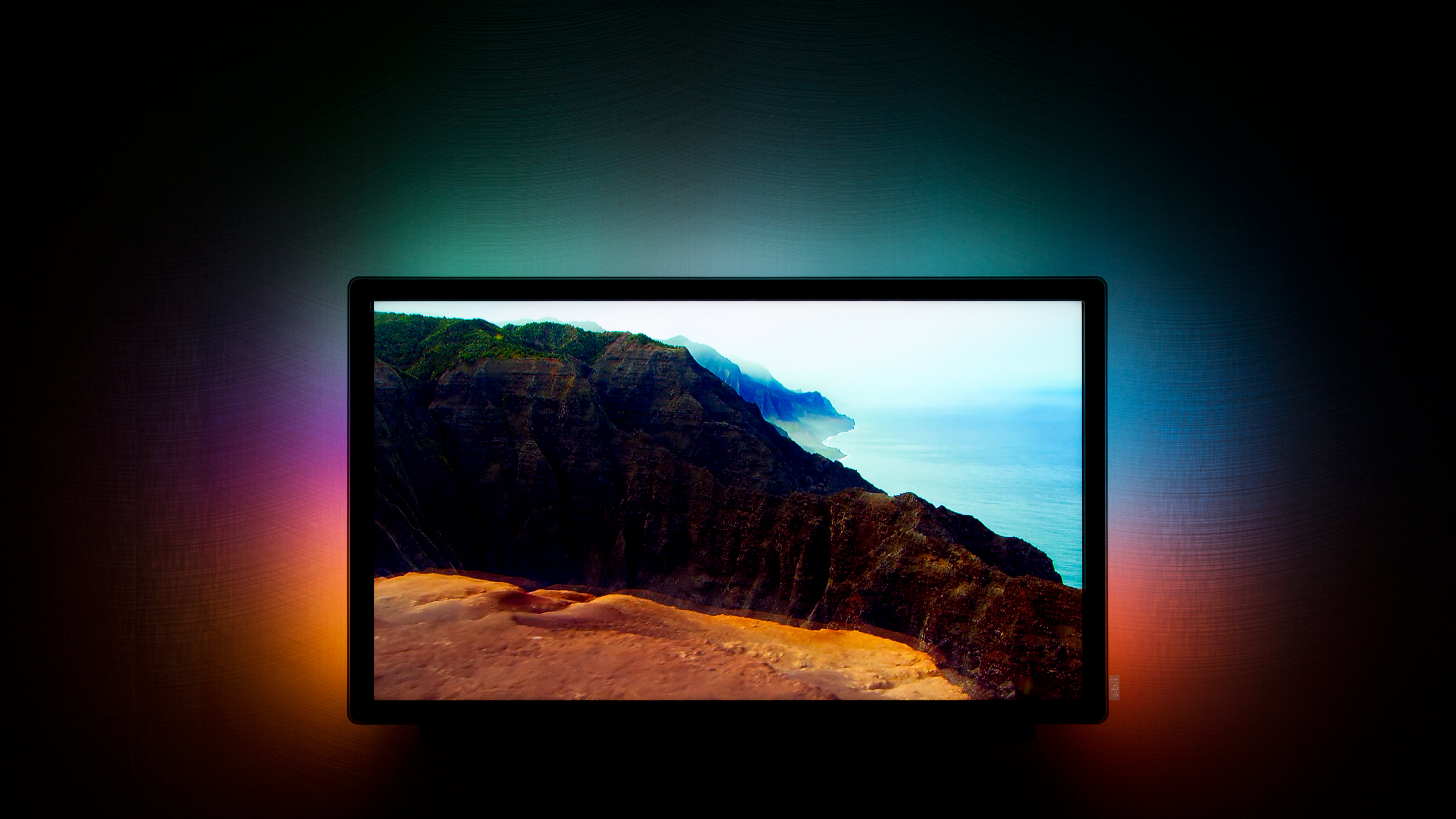
Телевизор Philips 46PFL9705H с включенной 3-сторонней функцией «Ambilight»

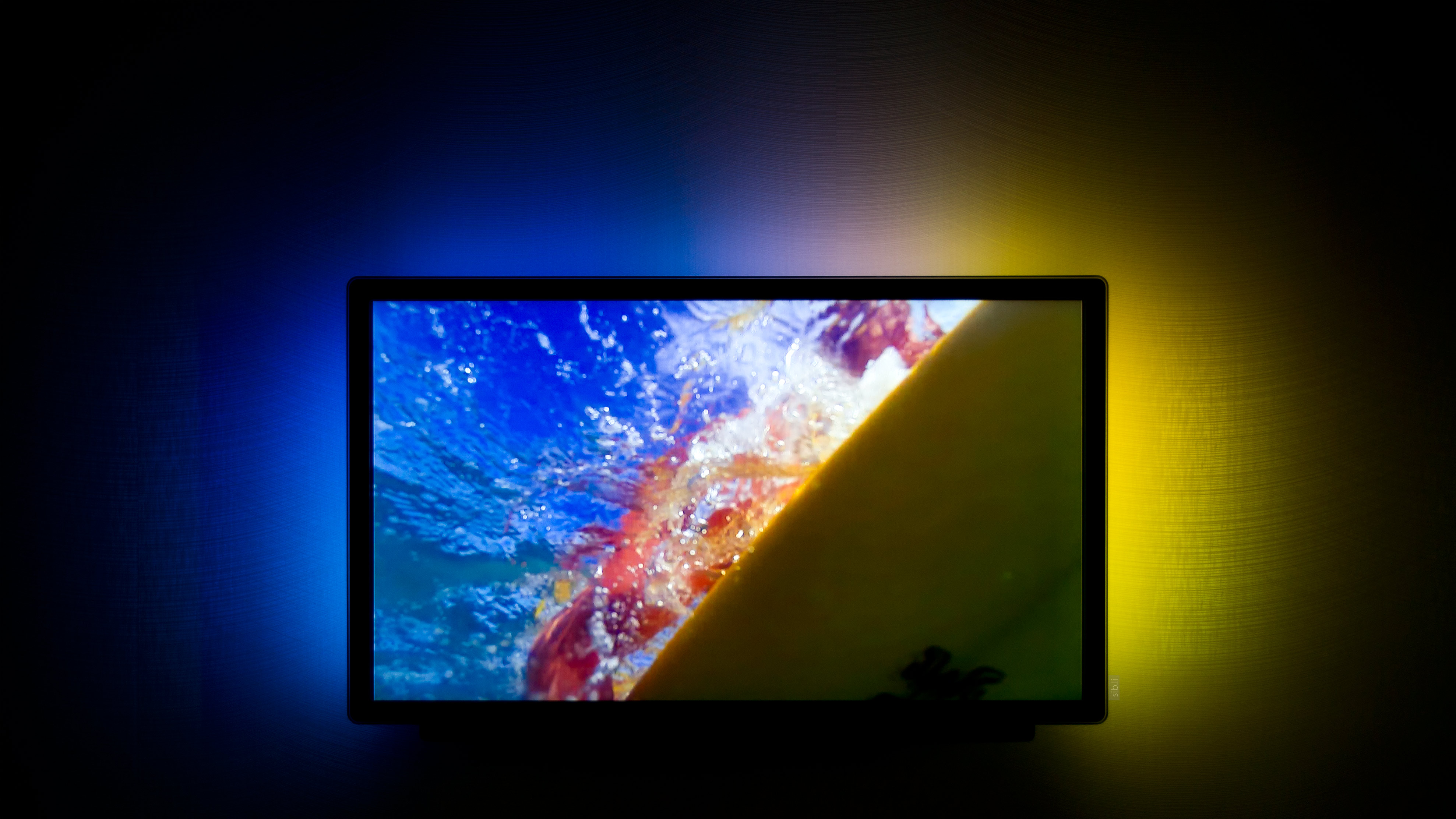
Пример цветовой адаптации 3-сторонней фоновой подсветки

## Модификации
Технология получила несколько модификаций. Так, технологии фонового двухканального ( Ambilight 2 ), трехканального ( Ambilight Surround ) и полного подсвета ( Ambilight Full Surround ) создают рассеянный свет, который дополняет цвета и световую интенсивность изображения.
Ambilight Surround (третье поколение) характеризуется дополнительными лампами сверху корпуса телевизора. Благодаря этому зона подсветки стала более объемной. Все лампы подсветки являются независимыми.
Ambilight Full Surround (четвёртое поколение). Экран телевизора окружен лампами подсветки со всех сторон. Процессор, который отвечает за управление лампами, производит анализ не менее четырёх зон изображения на экране. Корпусы телевизоров с Ambilight Full Surround снабжены экраном-панелью позади корпуса, благодаря чему у зрителя создаётся впечатление, что телевизор словно «плывет» в свете.
Ambilight Spectra — это развитие технологий Ambilight путём усовершенствований алгоритмов обработки изображения на экране и усовершенствования светодиодов, создающих фоновую подсветку. Ambilight Spectra использована в серии телевизоров Philips Aurea.